# Uroderma magnirostrum
Uroderma magnirostrum là một loài động vật có vú trong họ Dơi mũi lá, bộ Dơi. Loài này được Davis mô tả năm 1968.